# Parathericles elephantulus
Parathericles elephantulus är en insektsart som beskrevs av Burr 1899. Parathericles elephantulus ingår i släktet Parathericles och familjen Thericleidae. Inga underarter finns listade i Catalogue of Life.